# Arabis sadina
Arabis sadina é uma espécie de planta com flor pertencente à família Brassicaceae. 
A autoridade científica da espécie é (Samp.) Cout., tendo sido publicada em 'A Flora de Portugal 253. 1913.

## Portugal
Trata-se de uma espécie presente no território português, nomeadamente em Portugal Continental.
Em termos de naturalidade é endémica da região atrás referida.

## Protecção
Encontra-se protegida por legislação portuguesa ou da Comunidade Europeia, nomeadadamente pelo Anexo II e IV da Directiva Habitats.